# Penella
Penella és un poble ubicat al terme municipal de Cocentaina, a la comarca del Comtat (País Valencià). L'any 2009 tenia 30 habitants. Es troba al sud del centre municipal, a una distància de 7,5 km. D'origen islàmic, va ser lloc de moriscos. Entre el seu patrimoni històric hi destaquen el castell de Penella i l'església de Sant Tomàs. Precisament, celebra les seues festes en honor de Sant Tomàs de Vilanova, cap al mes de setembre.